# Rañeces (Grado)
Rañeces es una parroquia del concejo de Grado, en el Principado de Asturias (España). Alberga una población de 86 habitantes (INE 2021) en 75 viviendas. Ocupa una extensión de 6,65 km².
Se encuentra situada en la zona central del concejo. Limita al norte con la parroquia de La Mata; al este con las de Gurullés y Coalla; al sur, de nuevo con Coalla; y al oeste, con las de Pereda y Rodiles.
Se celebra con oficio religioso y romería la festividad del Santo Cristo el fin de semana más próximo al 14 de septiembre.
El templo parroquial, cuyo patrón es San Cosme, es de fábrica románica, muy transformada por adiciones y reformas. Posee nave única y ábside cuadrado; anexo a la primera, en su flanco septentrional se encuentra un habitáculo destinado a sacristía. Un elemental vestíbulo protege la portada de arco ligeramente apuntado, con decoración geométrica sencilla, bastante alterada por la acción de los agentes erosivos; sobre ella se alza una espadaña de dos arcos. 
La iglesia aparece citada, junto a otras propiedades, en la donación de Fruela II a San Salvador, de 24 de octubre de 912: 
«In Raniezes ecclesiam Sanctorum Cosme et Damiani cum suis adiacentiis et familia multa ab omni integritate.»
En el año 1267, el arcediano Fernando Alfonso, canónigo de San Salvador de Oviedo, legó en su testamento 65 libras de torneses en blancas para la construcción de una capilla en este templo.

## Poblaciones
Según el nomenclátor de 2009 la parroquia está formada por las poblaciones de:
- La Figal (aldea): 10 habitantes.
- Los Llanos (casería): 5 habitantes.
- Pando (Pandu en asturiano) (lugar): 16 habitantes.
- Panizal (lugar): 26 habitantes.
- Rañeces (lugar): 51 habitantes.
- Temia (lugar): 10 habitantes.

El lugar de Rañeces se encuentra en un rellano situado en el extremo septentrional de la divisoria de las cuencas de los ríos Cubia y de las Varas. Dista 6 km de la capital, Grado, y su altitud se encuentra entre 285 y 300 m s. n. m.